# Сајман 202
Саиман 202 (итал. SAIMAN 202) је италијански једномоторни, вишеседи, нискокрилни авион са конзолним крилом и затвореном кабином, који се користио као школски, тренажни авион или авион за везу у току и након Другог светског рата. Произведен је у италијанској фирми Società Industrie Meccaniche Aeronautiche Naval (SAIMAN) одакле му и потиче име.

## Пројектовање и развој
Авион Саиман 202 је пројектован као одговор на захтев италијанског Министарства ваздухопловства за школски једнокрилац двосед са затвореном кабином. Прототип САИМАН 202 полетео је почетком 1938. године. Био је једнокрили, нискокрилац са конзолним крилом са фиксном класичним стајним трапом. У кљуну авиона имао је ваздухом хлађени линијски мотор де Хавилланд Гипси Мајор снаге 120 KS (74 kW). Имао је затворен кокпит са два седишта постављених раме уз раме. На бази прототипа направљена је варијанта САИМАН 202бис која је била намењена за коришћење у италијанским аеро клубовима за школовање спортских пилота. Касније је направљено још неколико варијанти описаних у поглављу "Варијанте авиона Саиман 202".

## Технички опис

### Варијанте авиона Саиман 202
- SAIMAN 202 – прототип са de Havilland Gipsy Major мотором од 120 KS (74kW).
- SAIMAN 202bis –цивилни авион.
- SAIMAN 202/I – побољшана верзија.
- SAIMAN 202RL – авион специјално направљен за трке авиона.
- SAIMAN 202M – Војна верзија, направљено је 365 авиона.
- SAIMAN 202R – направљен је један авион са 4 седишта за трке авиона.

## Земље које су користиле Авион Саиман 202
- Италија
- НДХ
- Нацистичка Немачка
- Велика Британија
- САД
- Југославија

## Оперативно коришћење
Ови авиони су се користили за обуку спортских пилота у италијанским аеро клубовима уочи Другог светског рата. Увођењем савремених ловаца нискокрилаца у италијанско ратно ваздухопловство варијанта авиона SAIMAN 202M се користила за обуку војних пилота као прелазни авион. Поред овога овај авион се користио као авион за везу у току рата. Италијани су за време рата, 1943. године продали два авиона SAIMAN 202 ратном зракопловству квислиншке НДХ, а коришћени су као авиони за везу. После капитулације Италије савезници су заробили известан број ових авиона и користили их за своје потребе. 
После Другог светског рата преостали авиони овог типа су се користили у италијанским аеро клубовима за спортске активности и обуку спортских пилота.

## Авион Саиман 202 у Југославији
Из зракопловства НДХ прелетела су на ослобођену територију у току лета 1944. године два авиона овог типа и били су у саставу ескадриле за везу Врховног штаба на острву Вису.